# Народно читалище „Архангел Андонов – 1928“
Народно читалище „Архангел Андонов-1928“ е читалище в село Царимир, община Съединение, област Пловдив.

## История
Читалището е основано на 12 ноември 1928 г. Негови основатели са Петър Русев – инициатор за основаването му, Ангел Христов, Тодор Папазов, Христо Семерджиев, Атанас Янчев, Атанас Дякин, Петко Чобанов, Пантелей Найденов, Кирчо Чучев, Никола Джангозов и други.
В първите години на съществуването си театралната дейност се осъществява в коридора на училището. Завесата е правена от черги, а публиката е седяла на чиновете. Играни са пиесите „Милионерът“ и „Хан Татар“. С приходите от изнесените пиеси, от дарения и членски внос, се набавят книги за библиотеката, която се намира в кафене, съдържателят на което става неплатен библиотекар. Изнасят се ежеседмично сказки, слушат се предавания по радиото, закупено през 1936 г.
През 1946 г. е построен читалищният дом. Всяка година се изнасят по 3 – 4 пиеси, сред тях са „Пожар“, „Татул“, „Майстори“, „Съвест“, „Ратайкиня“ и други. Учители и специалисти от Пловдив изнасят лекции пред населението. През 1954 г. се създават танцов състав, хор и народен оркестър. Читалището започва да издава и свой вестник – „Възход“, за който получава финансова подкрепа от ТКЗС.
Сградата на читалището е необитаема, а библиотеката се намира в общинска сграда. Оборудвана е с компютри и работи по програмата „Глобални библиотеки“. Читалището е основен организатор на местния обичай Муфканица, който се провежда на 11 февруари, кушиите на Тодоровден и местният събор (24 май).